# Узольський
Узольський (рос. Узольский) — селище в Городецькому районі Нижньогородської області Російської Федерації.
Населення становить 222 особи. Входить до складу муніципального утворення Кумохинська сільрада.

## Історія
Від 2009 року входить до складу муніципального утворення Кумохинська сільрада.

## Населення
| 2002 | 2010 |
| ---- | ---- |
| 200  | ↗222 |